# Biron, Charente-Maritime

Biron este o comună în departamentul Charente-Maritime, Franța. În 1 ianuarie 2022 avea o populație de 240 de locuitori.